# تاریخ عشق (فیلم)
تاریخ عشق (به انگلیسی: The History of Love) فیلمی محصول سال ۲۰۱۶ و به کارگردانی رادو میخائیلانو است. در این فیلم بازیگرانی همچون درک جاکوبی، سوفی نیلیس، جما آرترتون، الیوت گولد و توری هیگینسن ایفای نقش کرده‌اند.